# Sardolutra ichnusae
Sardolutra ichnusae là một loài rái cá đã tuyệt chủng từ thế Pleistocen. Ban đầu nó được miêu tả là Nesolutra ichnusae. Nó khá nhỏ nếu so với các loài rái cá khác, và có thể từng sống ở biển. Nó có thể đã tiến hóa từ một loài Lutra, có lẽ là L.castiglionis. Nó có xương baculum (xương dương vật) lớn hơn bất kỳ loài rái cá còn sinh tồn nào. Hóa thạch của nó đã tìm được tại Sardinia, Ý vào năm 1977.

## Mô tả
Nó cũng giống như các loài rái cá hiện nay, với một cơ thể dài và thủy động lực, chân tương đối ngắn cùng với có một hộp sọ tương đối bằng phẳng và mặt ngắn.

## Phân loại
Nguyên mẫu hóa thạch được tìm thấy tại hang Neptune ở Capo Caccia (Sardinia), Ý được mô tả bởi Albert Malatesta năm 1977, được xem vào chi Nesolutra, đã được biết đến với một loại Maltese. Sau đó, các tài liệu liên quan tới Malta đã cho thấy rằng Nesolutra là danh pháp đồng nghĩa với Lutra và do đó các loài đã được phân loại thành chi mới - Sardolutra. Không rõ nguồn gốc của Sardolutra, chỉ biết có lẽ nó phát triển trong thế Pleistocen từ một số loài rái cá lục địa, như Lutra simplicidens, di cư đến các đảo ở Địa Trung Hải.